# Железнодорожная линия № 108
Железнодорожная линия № 108 — польская железная дорога, соединяющая станцию Струже со станцией Кросьценко.

## История
Линия была построена в XIX веке по решению власти Австрийской империи. Связывала она Первую венгерско-галицкую железную дорогу с железнодорожной линией № 96.
1 декабря 1988 года электрифицирован участок Струже — Ясло.

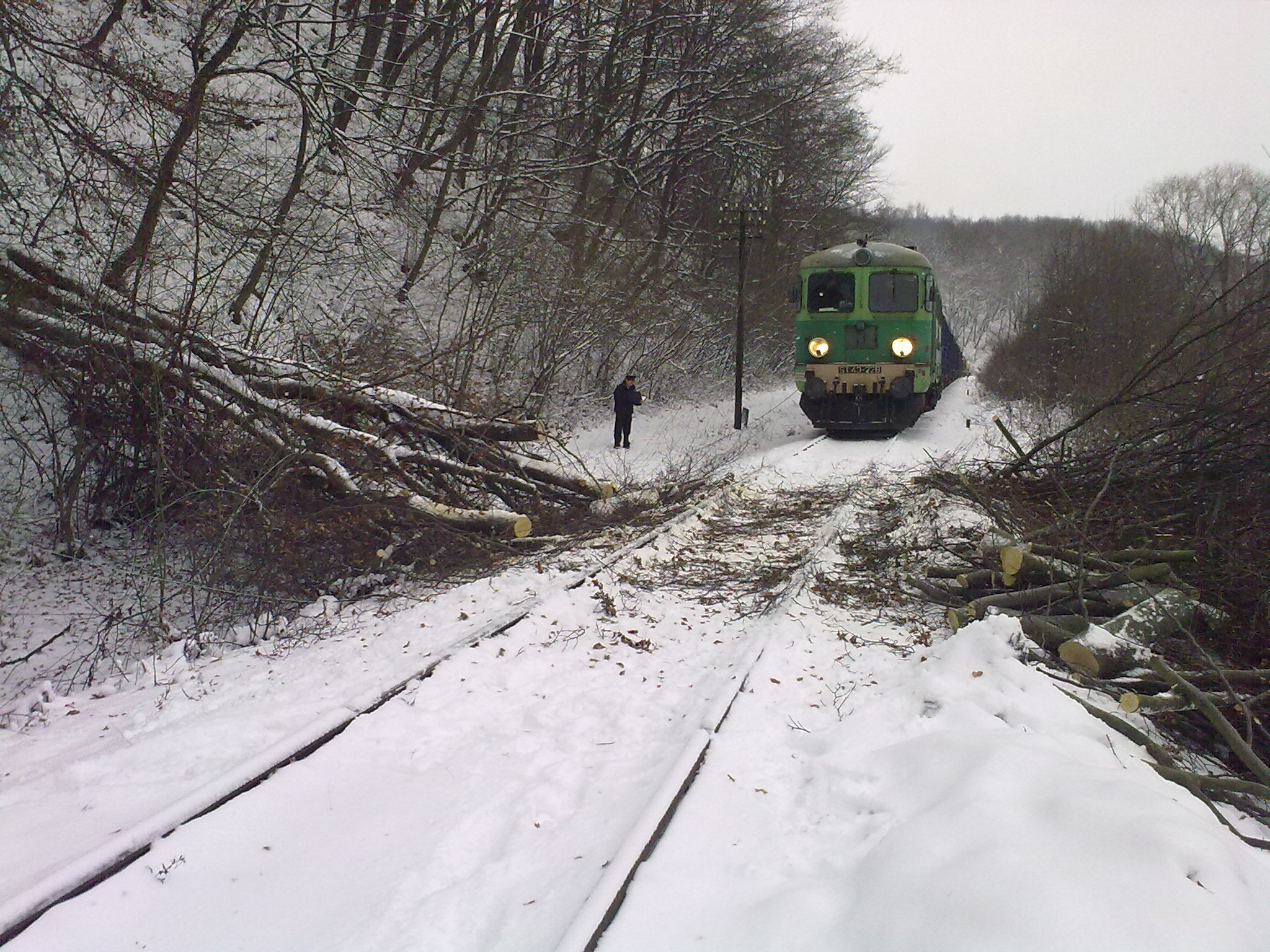
Грузовой состав с серной кислотой заблокирован упавшим деревом

## Транспортное сообщение
В летние и зимние сезоны до 12 декабря 2009 года на линии курсировали поезда-экспрессы до Гдыни, Варшавы и Катовица, причем последние два на станции Ясло меняли направление и ехали дальше по железнодорожной линии № 106 в сторону Жешува.
На участке Струже — Беч до 31 мая 2010 г. курсировали две пары поездов «Регио», затем линия обслуживалась рельсовыми автобусами. От 12 декабря 2010 г. автобус курсировал до Горлиц. С введением расписания движения на 2012 год, было полностью отменено пассажирское сообщение на этом участке линии.
Участок Беч — Ясло с 1 января 2010 года до 31 марта 2016 года был полностью лишен пассажирских перевозок. 1 апреля 2016 года было принято решение о восстановлении пассажирского движения на участке Ясло — Горлице до станции Горлице-Загужаны.
На участке Ясло — Загуж в настоящее время имеется пассажирское и грузовое движение. В феврале 2013 года Польские железные дороги заявили об окончательном выводе из эксплуатации участка Новый Загуж — Кросьценко с декабря того же года, что подтвердил заместитель государственного секретаря Министерства транспорта Андрей Массель 12 июня 2013 года, в ответ на запрос в парламенте № 4402. 15 декабря 2013 г. Польские железные дороги окончательно исключили из эксплуатации участок Новый Загуж — Кросьценко. С 1 мая 2015 года на участке Новый Загуж — Кросьценко происходит дрезиновое движение.
На линии никогда не курсировал поезд по всей линии непосредственно со Стурже в Кросьценко. Максимально дальше без пересадки можно было доехать до Загужа.
От 15 декабря 2014 года на участке линии от Ясла через Кросно и Санок до Загужа курсировал ежедневно поезд TLK Интерсити, причем в расписании 2016/2017 курсирование ограничено до субботы и воскресенья. В свою очередь, поезда Регио курсируют ежедневно на участке Ясло — Тарговиска и по выходным в Команьчи, а по расписанию 2016/2017 — сезонно до Медзиляборец. В 2017 году планировалось восстановление курсирования региональных поездов на участке Струже — Горлице до Горлице-Загужаны. Сообщение должно было обслуживать предприятие «Малопольске железные дороги».

## Техническое состояние
Из-за слабого технического состояния и неконкурентоспособности, железнодорожная линия является непопулярной в пассажирских перевозках. Потому поднимаются проекты о необходимости соединения железнодорожной линии № 106 с данной линией колеей, минующей станцию Ясло, что позволит сократить время поездки. Рассматривались 3 варианта строительства. Вариант № 1 Шебне — Пшибувка предусматривает строительство моста через реку Ясёлка. В свою очередь, вариант № 2 Модерувка — Менцинка предусматривает строительство тоннеля. Вариант № 3 Кросно — Турашувка — Пшибувка, это строительство новой линии вдоль реки Вислок. В свою очередь, на начальном участке Струже — Воля Лужаньска необходимо было введение многочисленных ограничений скорости. 11 апреля 2017 года AO «Польские Железнодорожные Дороги» объявило тендер на разработку проектной документации и строительных работ, направленных на поддержание состояния железной дороги с восстановлением эксплуатационных параметров. В результате их скорость от Стружа до Воли Лужаньской увеличится с 40 до 60 км/ч.

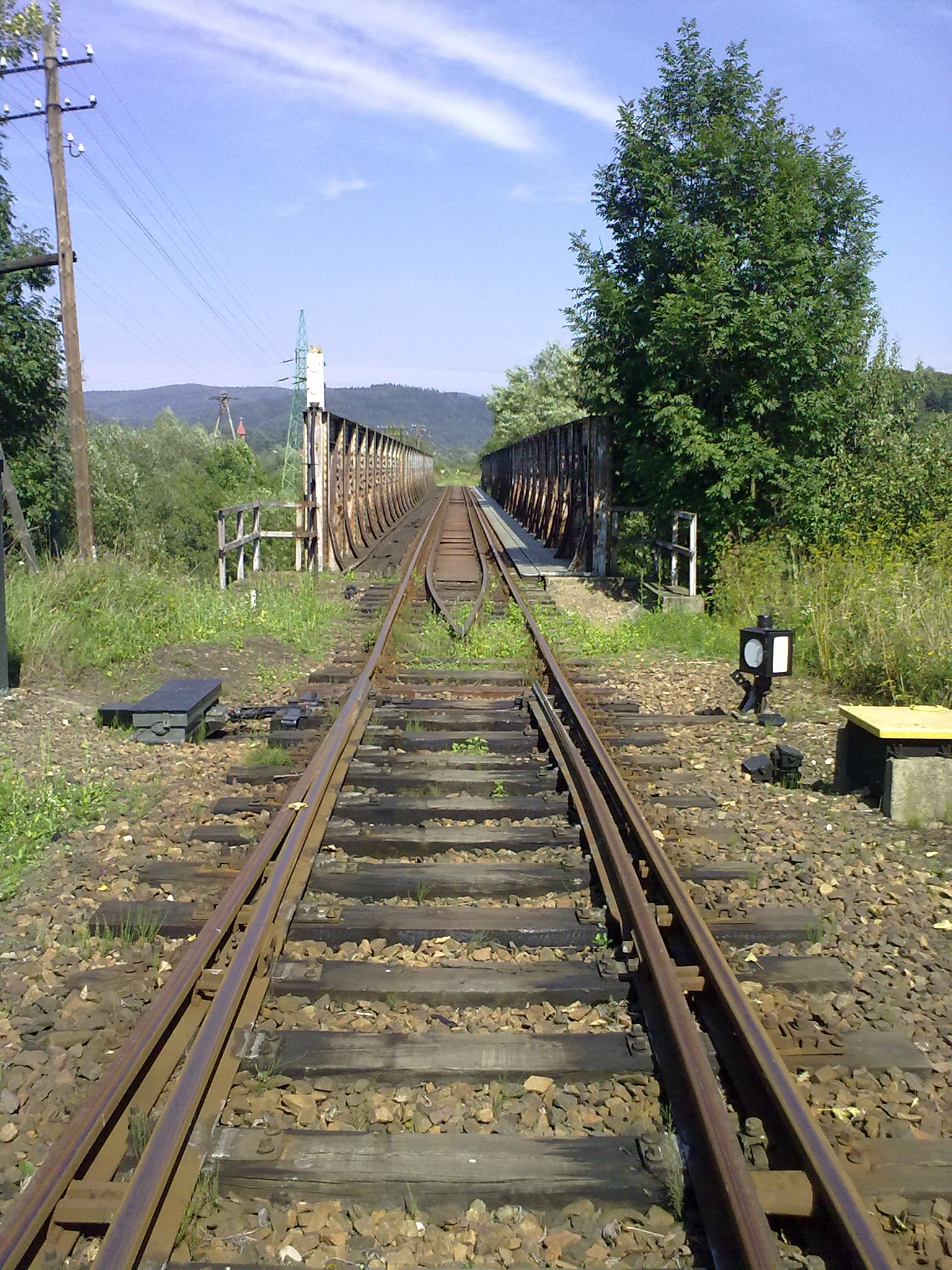
Железнодорожный мост на реке Ослава в городе Загуж